# 開元釈教録
『開元釈教録』（かいげん しゃくきょうろく）とは、中国唐の西崇福寺の沙門智昇が編纂した仏教経典目録（経録）である。20巻。730年（開元18年）以後の成立である。「開元録」「智昇録」と略称される。なお、795年（貞元11年）に西明寺の沙門円照が『続開元釈教録』を編纂している。

## 構成
1. 総括群経録　（巻1 - 巻10）
  1. 古今諸家目録　（巻10）
2. 別分乗蔵録　（巻11 - 巻20）
  1. 有訳有本録
  2. 有訳無本録
  3. 支派別行録
  4. 冊略繁重録
  5. 補闕拾遺録
  6. 疑惑再詳録
  7. 偽妄乱真録
  8. 大乗入蔵録
  9. 小乗入蔵録

「総括群経録」は、訳者の年代順に、訳者名、訳経名、巻数、存佚、小伝などを列記する。後漢の明帝の永平10年（67年）から唐の開元18年（730年）に及ぶ664年間の漢訳経典、2278部7046巻を収録している。
また、「現蔵入蔵目録」（大乗・小乗入蔵録）の1076部5048巻の方は、後世になって「大蔵経」の標準巻数となり、日本でも奈良朝の写経等は、この数字に従っている。

## テキスト
- 『大正新脩大蔵経』巻55「目録部」

## 全文
- 開元釋教録

『CBETA 漢文大藏經』のT55n2154_001開元釋教録 第1巻から第20巻まで全文テキストがある。
SAT大蔵経テキストデータベース研究会では全文テキスト及び大正新脩大藏經のページ画像が閲覧できる。
- 続開元釋教録

国立国会図書館デジタル化資料の『大蔵経』第13冊 に高麗本の書影が公開されている。
SAT大蔵経テキストデータベース研究会では全文テキスト及び大正新脩大藏經のページ画像が閲覧できる。

## 典拠
1. ↑  CBETA 漢文大藏經
2. ↑  開元釋教録 第1巻
3. ↑  SAT大蔵経テキストデータベース研究会:T2154
4. ↑  大唐貞元續開元釋教録3巻 / 唐釋圓照集
5. ↑  SAT大蔵経テキストデータベース研究会:T2156